# 間宮喜十郎
間宮 喜十郎（まみや きじゅうろう、嘉永3年3月25日（1850年5月6日） - 明治28年（1895年）3月2日）は、駿河国沼津出身の教育者。沼津尋常小学校（現・沼津市立第一小学校）校長。

## 経歴

### 幼少期・青年時代
間宮家は駿河国沼津宿の下本町で本陣を営んでいた家である。嘉永3年3月25日（1850年5月6日）、間宮喜十郎は間宮家の長男として生まれた。生まれ諱は格、通称は喜十郎、後の呼び名は烟雨。父親は間宮喜右衛門。幼少時より聡明だった間宮は、西間門村の實相院の院主である西尾麟角から書法を学び、水野藩士の五十川中に経書を学んだ。
元治元年（1864年）5月には14歳（数え年15）で江戸に出て、林大学頭の門で漢学を学んだ。明治維新後の1869年（明治2年）に沼津に帰郷したが、これには戊辰戦争の影響で自由に学問ができなくなったこと、沼津兵学校やその附属施設である沼津兵学校付属小学校（現・沼津市立第一小学校）が設立されたことなどの理由がある。20歳だった1869年（明治2年）には沼津兵学校付属小学校に入学し、10歳前後の少年と並んで英学や洋書などを学んだ。その後は再び東京に出て、1873年（明治6年）1月に慶應義塾に入って洋学を学んだ。

### 明強舎校長時代
1872年（明治5年）8月には学制が発布され、1873年（明治6年）7月には沼津の下本町に公立小学明強舎が設立された。1874年（明治7年）には再度沼津に帰郷し、明強舎の監督と訓導に任ぜられ、第二大学区第十四番中学区の取締役にも任ぜられた。1876年（明治9年）9月には明強舎の校長となり、さらに『開化消息往来』や『十八史略字解』などを編纂した。
1877年（明治10年）1月に明強舎の建物が焼失すると、明強舎と集成舎が統合されて沼津学校（現・沼津市立第一小学校）が発足し、間宮は沼津学校の副校長に任ぜられた。1878年（明治11年）10月には副校長を持して第一大区七小区の副戸長となり、1881年（明治14年）11月には駿東郡第二学区の学務委員に任ぜられた。1881年（明治14年）3月には同志とともに『沼津新聞』を創刊している。

### 沼津小学校校長時代
1887年（明治20年）2月には集成・明強・三橋の3学校が統合されて沼津尋常小学校（現・沼津市立第一小学校）が発足し、間宮が校長に就任した。自身が購入した図書や寄贈された図書を基にして、1888年（明治21年）7月には沼津尋常小学校の一室に沼津文庫を設立。7月6日には静岡県知事の関口隆吉に対して図書館設置の申請を行い、7月21日に関口から認許を得た。8月には沼津文庫の設立趣意書を発表し、その後一般の閲覧を可能とした。当初の蔵書数は数百部だったが、1943年（昭和18年）時点では約5000冊に増加している。沼津文庫は静岡県で最も早く設立された公立図書館とされ、その蔵書は後に沼津市立図書館に移管されている。
1885年（明治18年）に胃腸病を患った際には、沼津の千本浜で海水浴を行って健康を回復した。当時はまだ海水浴自体が珍しかったが、その後は保健法としての海水浴が脚光を浴び、千本浜海水浴場は大いににぎわった。

### 晩年
1892年（明治25年）7月には健康上の問題で校長職を退き、自宅で『沼津小誌』の編纂に携わっていたが、1895年（明治28年）3月2日に45歳（享年46）で死去。墓地は大聖寺。千本浜には間宮の功績を称える碑がある。